# صومعه جوختاک یغتسی
صومعه جوختاک یغتسی (ارمنی: Ջուխտակ Եղցի վանք؛ انگلیسی: Jukhtak Yeghtsi Monastery) یک صومعه حواری ارمنی واقع در ۸ کیلومتری جنوب غرب روستای ووسکپار در استان تاووش، ارمنستان می‌باشد. ساخت و ساز این ساختمان سده ۱۳ام میلادی به پایان رسید. این بنا به سبک معماری ارمنی طراحی شده‌است.

## نگارخانه

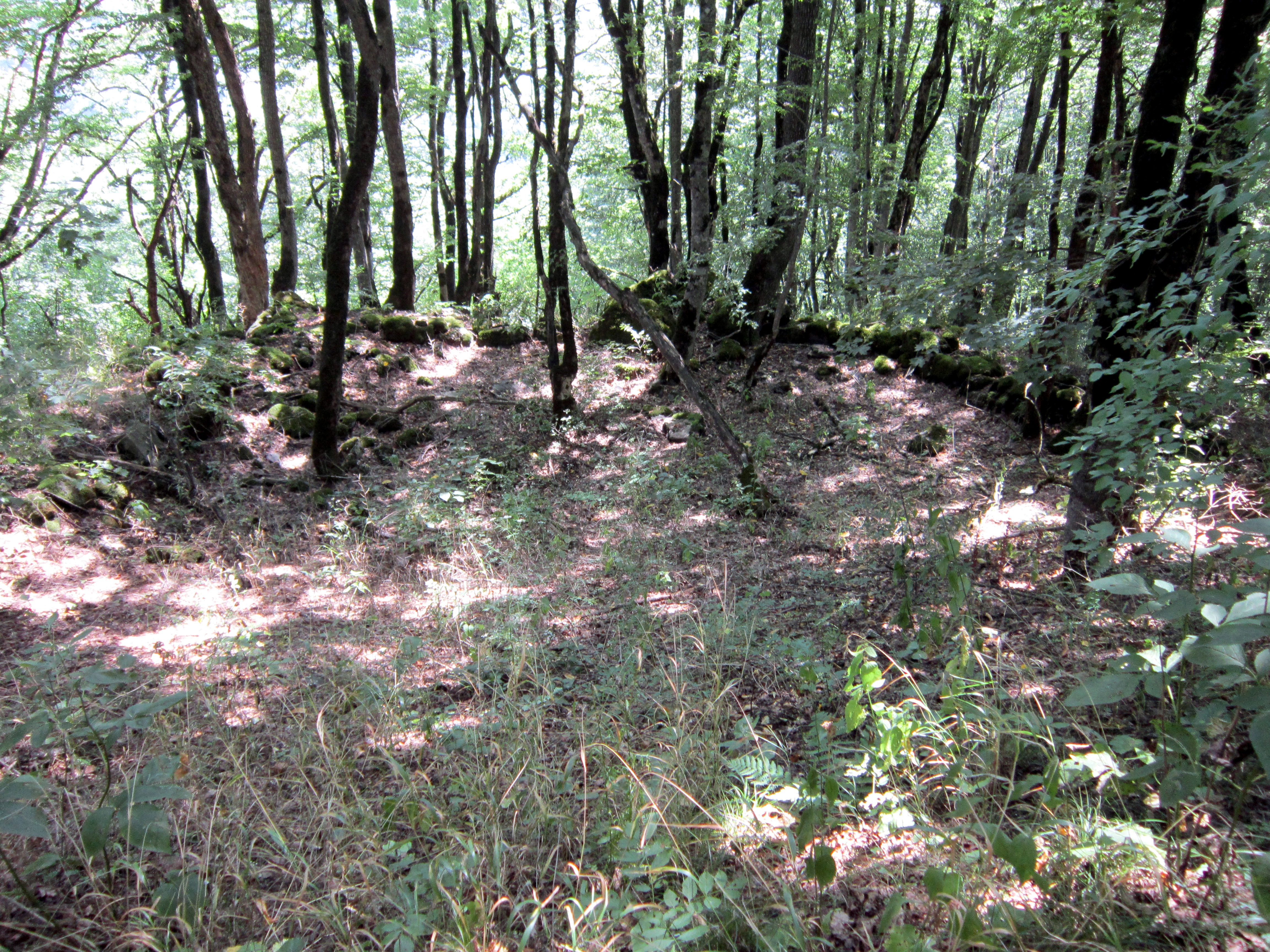
Համալիրի օժանդակ շինությունների ավերակներից